# Christopher Aurivillius
Per Olof Christopher Aurivillius, (Kristoffer i folkbokföringen), född 15 januari 1853 i Forsa socken, Hälsingland, död 20 juli 1928 i Mörby, var en svensk entomolog.

## Biografi
Christopher Aurivillius föddes i Forsa socken, där hans far Eric Wilhelm var prost. Modern hette Lovisa Forssell. Han gick Härnösands gymnasium, och studerade vid Uppsala universitet, där han promoverades till filosofie doktor 1880. Därefter anställdes han vid Naturhistoriska riksmuseets entomologiska avdelning som intendent, och blev 1893 professor där. Samma år invaldes han i Lantbruksakademien och 1895 i Vetenskapsakademien, vilken han under en tid från 1901 var sekreterare vid.
Aurivillius har nått världsberömmelse genom sin forskning om fjärilar, steklar, hopprätvingar och skalbaggar. Han skrev arbeten om såväl svenska som afrikanska fjärilar, skrev två utredningar om Carl von Linnés entomologiska insatser, samt utgav verk av Alfred Brehm på svenska. Han inrättade Statens entomologiska anstalt på 1890-talet, och medverkade i flerbandsverket Svensk insektsfauna. Även inom pedagogikens område utövade han inflytande, och var ledamot av Stockholms stads folkskoledirektion.
Han var gift med Agnes Danielsdotter, dotter till disponent Erik Georg Danielsson, med vilken han fick sönerna Magnus, Erik och Waldemar och dottern Monica. Magnus, gick i faderns fotspår. Även Christopher Aurivillius bror Carl var en framstående naturforskare. Christopher Aurivillius är begraven på Solna kyrkogård.